# ماکسیمیلیان راینلت
ماکسیمیلیان راینلت (آلمانی: Maximilian Reinelt; زاده ۲۴ اوت ۱۹۸۸ – درگذشته ۹ فوریهٔ ۲۰۱۹) ورزشکار روئینگ اهل آلمان بود.
وی همچنین برندهٔ جوایزی همچون برگ بوی نقره‌ای شده‌است.
وی در مسابقات کشوری و بین‌المللی در مجموع برندهٔ ۷ مدال طلا، ۴ مدال نقره شده‌است.